# Blusa

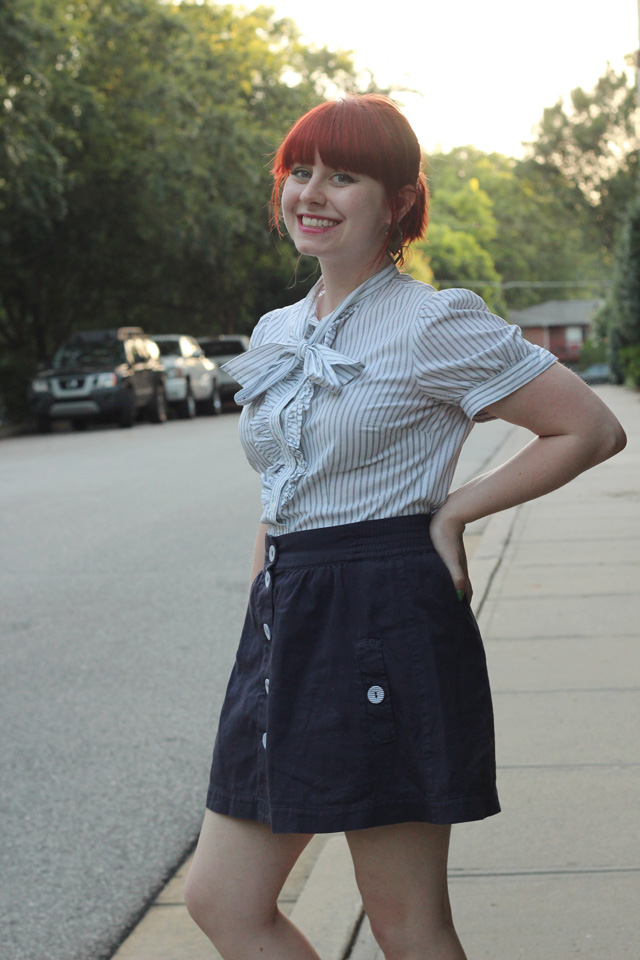
Uma blusa listrada moderna com gravata-borboleta e uma minissaia azul marinho

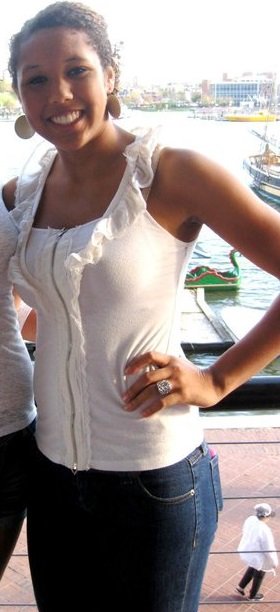
Uma camisola sendo usada como blusa

Uma blusa é uma peça de vestuário folgada usada por trabalhadores, camponeses, artistas, mulheres e crianças.  Geralmente é preso na cintura ou nos quadris (por bainha apertada ou cinto) de modo que caia frouxamente ("blusas") sobre o corpo do usuário.  Hoje, a palavra mais comumente se refere à camisa social de uma menina ou mulher. Também pode se referir à camisa de um homem se for um estilo folgado (por exemplo, camisas de poeta e camisas cossacas), embora raramente seja.
O termo também é usado para algumas jaquetas de uniformes militares masculinos.

## Etimologia
Blusa é uma palavra emprestada do francês (ver blouse). Originalmente referindo-se à blusa azul usada pelos trabalhadores franceses, o termo "blusa" começou a ser aplicado às várias batas e túnicas usadas pelos trabalhadores agrícolas ingleses. Em 1870, a blusa foi referenciada pela primeira vez como sendo "para uma jovem".
Sugere-se que a forma francesa da palavra vem do latim pelusia, da cidade egípcia de Pelúsio, um centro de fabricação na Idade Média, ou alternativamente do provençal (lano) blouso 'curto (lã)'.